# Битва при Салинасе
Битва при Салинас — вооруженное столкновение сторонников Эрнандо и Гонсало Писарро, контролирующие губернаторство Новая Кастилия с одной стороны, и Диего де Альмагро с другой (контролирующие губернаторство Новое Толедо), произошедшее 6 апреля 1538 года. Конфронтация между Франсиско Писарро и Диего де Альмагро возникла во время испанского завоевания инков, в результате спора за владение городом Куско, который каждый считал своим по праву.
Битва произошла недалеко от Куско, в нынешнем районе Сан-Себастьян, современное Перу.
После непродолжительного боя «писсаристы» одержали победу: Альмагро был пленен, его лейтенант Родриго Оргоньес пал на поле битвы. Сторонники Писарро вошли и овладели городом Куско. Альмагро был предан суду и казнен в июле 1538 года.

## Битва
Сторонники Альмагро под командованием Оргоньеса разместили свою пехоту в центре, поставив на каждом фланге по кавалерийскому отряду, которые превосходили кавалерию противника. «Писсаристы» построились аналогичным образом: Альварадо командовал одним кавалерийским отрядом, а Эрнандо Писарро — другим. Гонсало Писарро возглавил пехотный батальон, который выступил в атаку через небольшую реку, разделяющую две армии. Огонь орудий Оргоньеса нанес сильный урон силам Гонсало и поверг их в беспорядок, но болотистая местность помешала выступившей кавалерии Оргоньеса воспользоваться этим преимуществом. Тем временем, имперские аркебузиры «писсаристов», перейдя на другую сторону реки, открыли смертоносный огонь по своим врагам.
Когда пехота вступила в бой близ болот, Писарро и Оргоньес отрядили свою конницу вперед. По обычаю того времени, испанские солдаты поддерживали друг друга военными криками, которые подтверждали свою приверженность к одной из сторон: «Король и Писарро!» и «Король и Альмагро!». Оргоньеса окружили несколько врагов и он решил сдаться, но внезапно получил удар ножом в сердце и умер посреди поля боя. Его смерть устроила замешательство среди его солдат и в итоге они, не способные противостоять превосходящему вражескому огню аркебуз, были рассеяны. Стрелки использовали пули, соединенные между собой, что увеличивало их поражающую способность (помимо смертоносного урона, они сломали копья у пехотинцев, что не позволяло эффективо противостоять атакам кавалерии).
Диего де Альмагро наблюдал с вершины холма за поражением и бегством своих солдат; он сел на мула и направился к крепости Саксайуаман, скрывшись в одной из её башен. Алонсо де Альварадо отправился на его поиски; он отыскал его и взял в плен, спасая от самосуда своих солдат, которые хотели вершить правосудие немедленно.

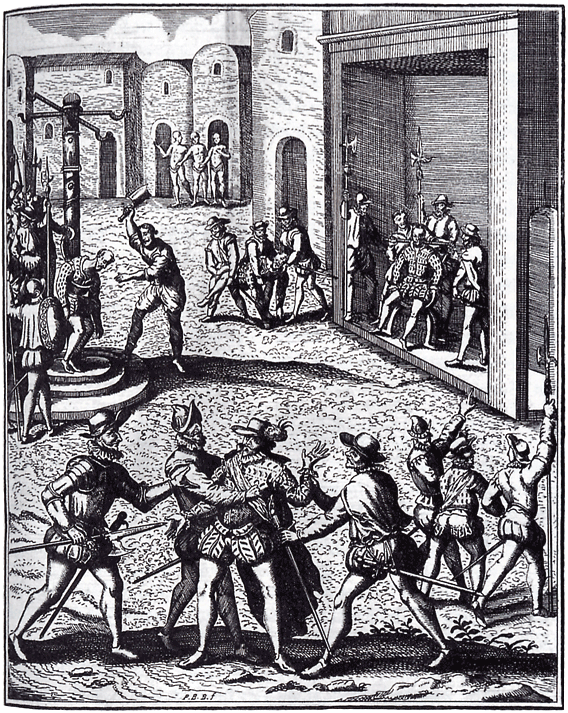
Смерть Альмагро. Теодор де Бри